# Micropterus punctulatus

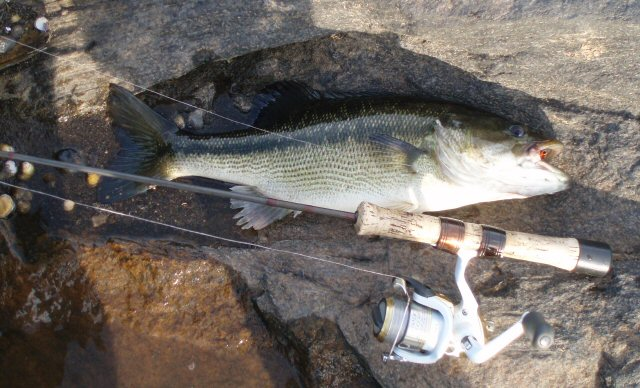
Exemplar capturat al riu Tallapoosa.

Micropterus punctulatus és una espècie de peix pertanyent a la família dels centràrquids.

## Descripció
- Pot arribar a fer 63,5 cm de llargària màxima (normalment, en fa 30) i 4.650 g de pes.[3][4][5]

## Alimentació
Els joves es nodreixen de petits crustacis i larves de quironòmids, mentre que els adults mengen insectes, crustacis més grossos, granotes, cucs i peixets.

## Hàbitat
És un peix d'aigua dolça, demersal i de clima subtropical (40°N-29°N), el qual viu als rierols, llacs, embassaments i tolls dels rius petits i mitjans.

## Distribució geogràfica
Es troba a Nord-amèrica: la conca del riu Mississipi des del sud d'Ohio i Virgínia Occidental fins al sud-est de Kansas i el golf de Mèxic. També és present a les conques fluvials del golf de Mèxic des de Geòrgia fins al riu Guadalupe (Texas). Fou introduït a Sud-àfrica l'any 1939 i a Zimbàbue el 1945.

## Longevitat
La seua esperança de vida és de 7 anys.

## Observacions
És inofensiu per als humans.